# Linda/NIGHT & DAY
《Linda/NIGHT & DAY》（日语：リンダ/NIGHT & DAY）是日本搖滾樂團BLUEW的第3張單曲。1987年11月25日由East World（東芝EMI）發行。

## 收錄歌曲
所有歌曲由片山圭司作詞、作曲，BLUEW編曲。
1. Linda
  - Lotte商品炭燒咖啡冰品形象廣告歌曲
2. NIGHT & DAY
  - 日本電視台等日本電視網電視動畫《橙路》劇中插入歌

## 相關項目
- Being (公司)
- BLUEW（日语：BLUEW）
  - 片山圭司（日语：片山圭司）
  - 增崎孝司（日语：増崎孝司）
  - 大堀薰（日语：大堀薫）
  - 增田隆宣